# 皮尔戈斯
皮尔戈斯（希臘語：Πύργος）是希腊西南部西希腊大区伊利亚专区的市镇，及该专区的首府。位于伯罗奔尼撒半岛西部，阿尔菲奥斯河以北4公里处。市镇面积为456.6平方公里，2021年人口数量为45,365人。城市以当地的一座塔而命名。
现今范围的市镇是在2011年地方政府改革中设立的，由原4个市镇合并而成，原市镇则称为此市镇的4个市区。皮尔戈斯市区（即原皮尔戈斯市镇）的面积为170.866平方公里，2021年人口数量为35,062人。

## 人口数据
| 年份 | 同名城镇 | 同名市区 | 同名市镇 |
| ---- | -------- | -------- | -------- |
| 1981 | 21,958   | -        | -        |
| 1991 | 28,465   | 39,183   | -        |
| 2001 | 23,791   | 34,902   | 51,777   |
| 2011 | 25,180   | 35,572   | 47,995   |
| 2021 | 26,052   | 35,062   | 45,365   |